# ميرزا فاريشانوفيتش
ميرزا فاريشانوفيتش (31 مايو 1972

 في سراييفو) (بالفرنسية: Mirza Varešanović)‏ لاعب كرة قدم بوسني معتزل كان يجيد اللعب في خط الدفاع .
لعب فاريشانوفيتش في أندية ساراييفو (1994-1995) بوردو (1995-1996) أوليمبياكوس (1996-1998) بورصاسبور (1998-2000) أوستريا فيينا (2000-2001) ساراييفو مجددا (2001-2002) بورصاسبور مجددا (2002-2003) ساراييفو مجددا (2003-2004) .
شارك فاريشانوفيتش مع منتخب البوسنة والهرسك في 24 مباراة دولية في الفترة من 1996 إلى 2001 .

## روابط خارجية
- ميرزا فاريشانوفيتش على موقع الاتحاد الدولي (مؤرشف)  (الإنجليزية)
- ميرزا فاريشانوفيتش على موقع اتحاد تركيا (لاعب) (الإنجليزية)
- ميرزا فاريشانوفيتش على موقع قاعدة بيانات كرة القدم.إي يو (الإنجليزية)
- ميرزا فاريشانوفيتش على موقع ناشيونال فوتبول تيمز (الإنجليزية)
- ميرزا فاريشانوفيتش على موقع Soccerway.com (الإنجليزية)
- ميرزا فاريشانوفيتش على موقع عالم كرة القدم.نت (الإنجليزية)